# Consumerización
La consumerización o consumidorización es una tendencia creciente en la cual las nuevas tecnologías de la información surgen primero en el mercado del consumidor y luego se propagan hacia las organizaciones comerciales y gubernamentales. El establecimiento de los mercados de los consumidores como los impulsores primarios de la innovación en la tecnología de la información se vislumbra como un cambio grande en el ámbito de la tecnología informática, ya que las primeras décadas del desarrollo y el uso de las computadoras estuvieron dominadas por las grandes empresas y organizaciones de gobierno.

## Orígenes
Se cree que el término consumerización fue utilizado por primera vez de manera regular en el contexto de la industria de la tecnología de la información por Douglas Neal y John Taylor, del “Leading Edge Forum”, en el año 2001. La primera publicación sobre este tema fue “La consumerización de la tecnología de la información”, que fue publicado por el “LEF” en junio de 2004. Hoy en día, el término se utiliza extensamente a lo largo de la industria de la tecnología de la información y ha sido el tema de una gran cantidad de conferencias y artículos, de los cuales el más destacado hasta la fecha es el encarte especial publicado en la revista “The Economist” el 8 de octubre de 2011.
Históricamente, muchos productos tecnológicos como las Calculadoras, las máquinas de fax y los teléfonos móviles se originaron en los mercados empresariales y, solo con el paso del tiempo, estás tecnologías fueron dominadas por el uso a gran escala por parte de los consumidores, dado que los productos se convirtieron en productos de uso masivo y bajaron de precio. Se puede decir que la tecnología que respalda la consumerización en la computación tuvo sus inicios con el desarrollo de los microprocesadores de uso general de 8 bits, a principios de la década de los 70 y, eventualmente en las computadoras personales a finales de los 70 y a principios de los 80. Sin embargo, cabe destacar que el gran éxito de la PC de IBM en la primera mitad de los años 80 fue impulsado principalmente por los mercados empresariales. El predominio de las empresas continuó durante el final de la década de los 80 y a principios de los 90 con el surgimiento de la plataforma de PC Microsoft Windows.
Sin embargo, no fue hasta el crecimiento de la "Red Informática Mundial" (World Wide Web) a mediados de los 90 que este patrón comenzó a cambiar. Particularmente, el surgimiento de servicios gratuitos basados en anuncios publicitarios como el correo electrónico y la búsqueda, de compañías como Hotmail y Yahoo, comenzó a plantear la idea que oferta de servicios tecnológicos para el consumidor basados en un sencillo navegador web eran alternativas viables al enfoque tradicional de la computación empresarial. En los últimos años, este punto de vista ha sido aceptado mayoritariamente debido a la extendida confianza en los servicios gratuitos basados en anuncios publicitarios, ofrecidos por una cantidad creciente de compañías como Google, Facebook y Twitter.

## Implicaciones comerciales
El impacto principal de la consumerización es que está forzando a las empresas, especialmente a las grandes compañías, a replantearse la manera en que adquieren y administran sus servicios y equipos tecnológicos. Históricamente, las organizaciones centrales de IT controlaban la gran mayoría del uso de las tecnologías informáticas dentro de sus empresas, ya sea escogiendo o por lo menos aprobando los sistemas y los servicios que los empleados usaban. Pero la consumerización permite enfoques alternativos. Hoy en día, los empleados y los departamentos están adquiriendo autosuficiencia para satisfacer sus necesidades de tecnología. Los productos ahora son más fáciles de usar y la oferta de servicios de software basados en la nube están respondiendo a las necesidades comerciales cuyo rango aumenta constantemente, como las videoconferencias, el procesamiento digital de imágenes, la colaboración comercial, el apoyo a la fuerza de ventas, los sistemas de respaldo y otras áreas.
De manera similar, existe un interés creciente en la estrategia llamada “Bring Your Own Device” (Traiga su propio dispositivo), en la cual cada empleado puede escoger y muchas veces ser los dueños de las computadoras o teléfonos inteligentes que utilizan en el trabajo.
Los dispositivos iPhone y iPad de Apple han sido particularmente importantes en este aspecto. Ambos productos fueron diseñados para los consumidores individuales, pero su atractivo en el entorno laboral ha sido enorme.
Estos dispositivos han demostrado que los elementos como la elección, el estilo y el entretenimiento son una faceta crítica de la industria de la computación que los negocios ya no pueden ignorar.
De igual importancia es que las grandes empresas se han convertido gradualmente en dependientes de los servicios consumerizados tales como la búsqueda, el mapeo y las redes sociales. Los servicios de empresas como Google, Facebook y Twitter son hoy en día componentes esenciales de las estrategias de mercado de una gran cantidad de empresas. Una de las preguntas más importantes acerca de la consumerización de ahora en adelante es hasta qué punto los servicios basados en publicidad se extenderán hasta aplicaciones corporativas principales tales como el correo electrónico, la Gestión de la Relación con los Clientes (CRM, por sus siglas en inglés) y los sitios de Intranet.
Una de las implicaciones negativas más severas de la consumerización es que los controles de seguridad se han adoptado con más lentitud en el espacio del consumidor. El resultado es que existe un riesgo mayor de que se acceda a los recursos de la información a través de dispositivos de consumo general que son menos fiables. Joan Goodchild, en un artículo publicado en CSOOnline, declaró que en una encuesta «cuando se preguntó cuáles son las barreras más grandes para permitir el uso de los dispositivos de los empleados en el trabajo, el 83 por ciento de los encuestados que pertenecían al departamento de IT respondió que eran los "problemas de seguridad". Esta desventajas podrían tener solución muy pronto gracias a tecnologías de fabricantes de chips como "Trusted Execution Technology" de Intel y "Trust Zone" de ARM. Estas tecnologías han sido diseñadas para aumentar la confianza tanto de los dispositivos empresariales como de los del consumidor.

## Implicaciones tecnológicas
Además de los cambios masivos en el mercado que se han mencionado anteriormente, en la actualidad, los mercados de consumo están influyendo en cambios dentro de la computación a gran escala. Los centros de datos de grandes proporciones que han sido y están siendo construidos por Google, Apple Amazon y otros, son más grandes y usualmente más eficientes con una gran diferencia de por medio en comparación con los que utilizan la mayoría de las grandes empresas. Por ejemplo, se dice que Google mantiene más de 300 millones de cuentas de Gmail, mientras ejecuta más de mil millones de búsquedas por día.
Soportar este volumen de tráfico impulsado por el consumidor exige nuevos niveles de eficiencia y escala y esto está transformando muchos de los enfoques y prácticas tradicionales de los centros de datos. Entre los cambios más importantes son la dependencia del bajo costo, los servidores poco complejos, Sistema de redundancia aislada (N+1) y operaciones de datos en gran parte automatizadas. Las innovaciones de software asociadas son igualmente importantes en áreas tales como los algoritmos, inteligencia artificial, y Big Data(grandes volúmenes de datos). En este sentido, parece probable que la consumerización transformará la mayor parte del conjunto de la computación en general, a partir de dispositivos individuales hasta los desafíos más exigentes a gran escala.

## Datos sobre la consumerización
Esta encuesta se llevó a cabo en junio de 2011 en los EE. UU., Alemania y Japón, entre el personal de IT responsable de la gestión operativa de punto final o las operaciones de mensajería y colaboración. Los encuestados tenían que ser parte de una organización con un mínimo de 500 empleados a nivel mundial. Se recopilaron datos de 600 encuestas, distribuidas por igual en diferentes países y sectores de la industria.

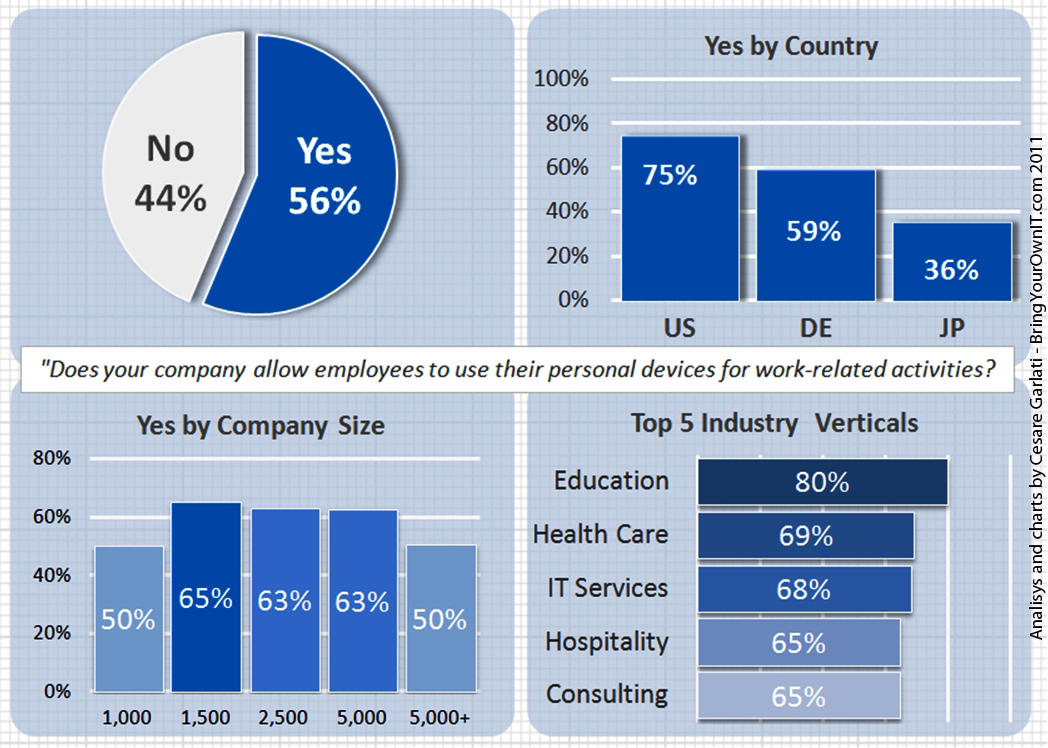
Informe sobre la consumerización: Gráfica 1

La consumerización ha alcanzado un punto álgido
Los datos muestran que la mayoría de las empresas encuestadas ya permiten que sus empleados puedan utilizar sus dispositivos personales para actividades relacionadas con el trabajo. En total, el 56% de los encuestados se muestran a favor de la consumerización debido a que los usuarios finales prefieren los dispositivos personales ya que son más fácil de usar, más convenientes y les permiten mezclar su vida personal y laboral. Si bien la tendencia está afectando claramente a las organizaciones de todo el mundo, no todas las regiones se han adaptado al mismo ritmo: los EE. UU. ya lidera esta innovación con un 75% de aceptación, el más conservador, Japón, está en la subida con un 36% y Alemania está en un punto intermedio con un 59%. Desde una perspectiva de la industria vertical, el sector educativo (80%), Salud (69%) y servicios empresariales (67%) son los sectores más consumerizados mientras que la manufactura (48%), Gobierno (39%) y las empresas de servicios públicos (36%) son los más lentos para acoger la tecnología de consumo. El tamaño de la empresa no parece ser un factor de descarte, a pesar de que las medianas y grandes empresas muestran mayores tasas de aceptación, de hasta el 65% para las empresas con 1 500 empleados.

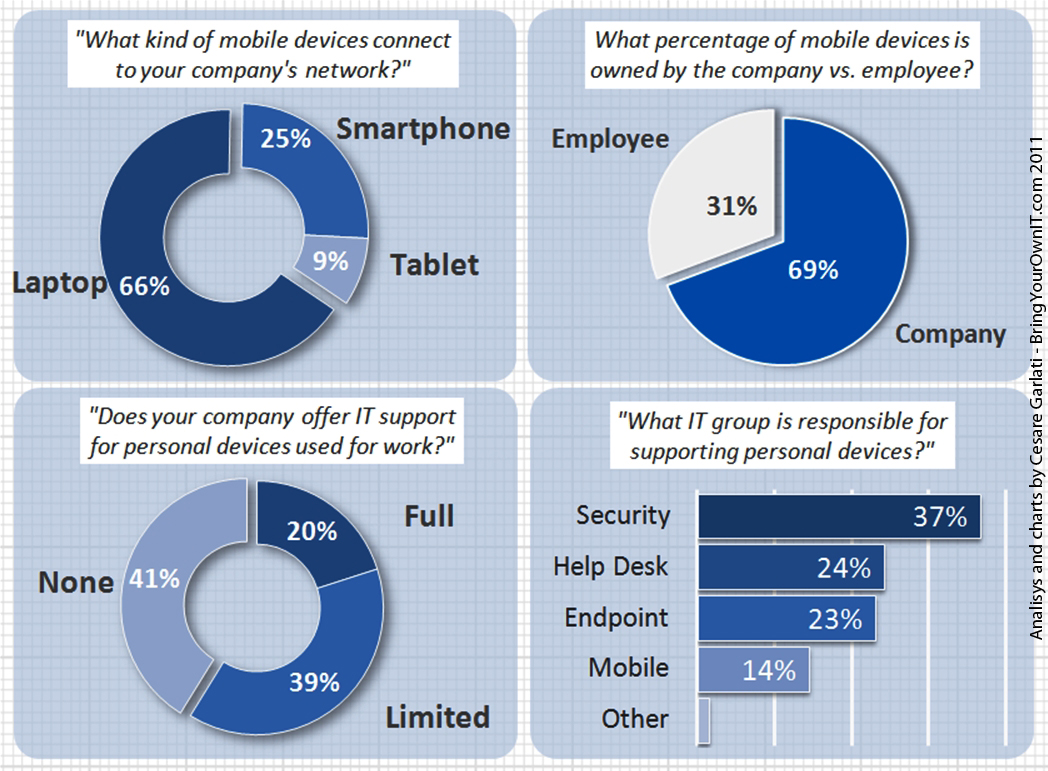
Informe sobre la consumerización: Gráfica 2

Un enfoque estratégico de la consumerización comienza con la provisión de soporte de IT a los dispositivos personales
En las organizaciones que aceptan la consumerización, el 31% de los dispositivos móviles que se conectan a la red corporativa son propiedad de los empleados: el 66% son computadoras portátiles; el 25%, teléfonos inteligentes; y el 9% son tabletas. Teniendo en cuenta que los teléfonos inteligentes y las tabletas de consumo tienden no tienden a correr sistemas operativos estándares, como Android y iOS Apple, adoptar un enfoque estratégico para la consumerización comienza con la provisión de soporte de IT a estos empleados para sus dispositivos personales cuando se usa para las actividades relacionadas con el trabajo. La mayoría de las organizaciones (el 59%) ya proporcionan soporte total o limitado. En el departamento de IT, los equipos de seguridad (el 37%) son los más problables a ofrecer este tipo de servicio;  el servicio de asistencia (24%) y la administración de puntos finales (23%) son bastante comunes, mientras que algunas organizaciones también tienen equipos dedicados de movilidad (14%).

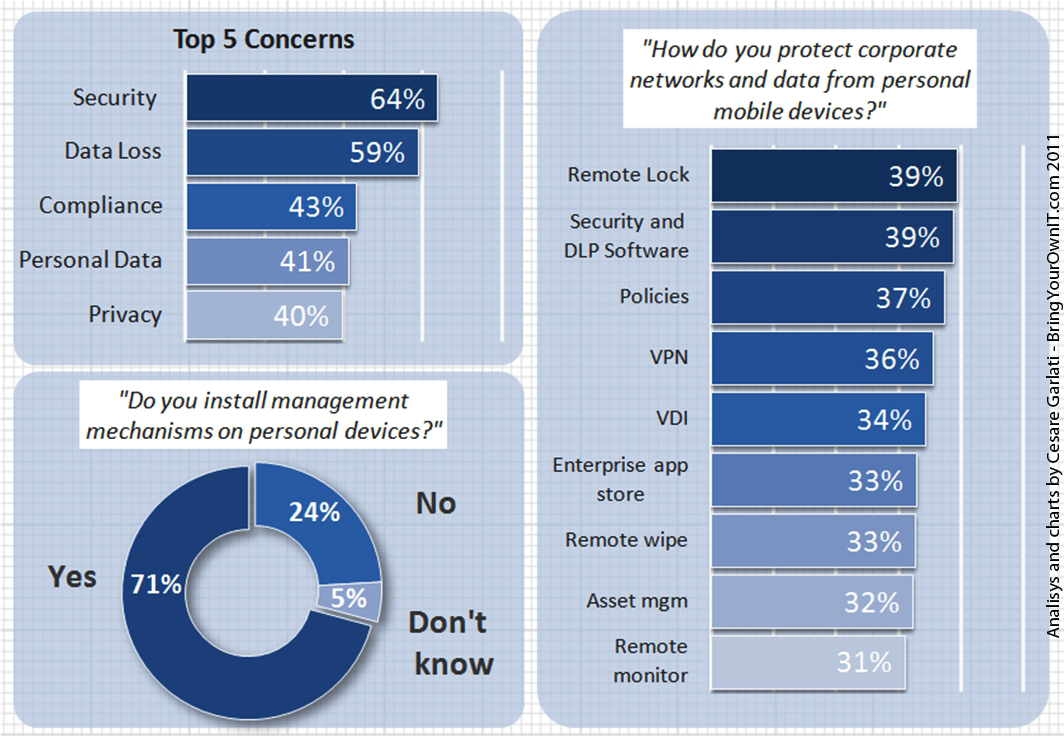
Informe sobre la consumerización: Gráfica 3

Las nuevas herramientas de la tecnología informática disminuyen los riesgos de la seguridad y los costos de gestión
La Seguridad (64%) y la pérdida de datos (59%) siguen siendo las principales preocupaciones de la mayoría de las empresas que permiten a los empleados a llevar sus dispositivos personales al trabajo. Las implicaciones de cumplimiento y legales son la mayor preocupación en los EE. UU. y en Japón, que en Alemania. Para reducir los riesgos de seguridad y disminuir los costos de gestión, el 79% de los encuestados exigen a los empleados instalar soluciones de seguridad móvil en sus dispositivos móviles personales. El 69% de los encuestados coincidieron en que la seguridad del dispositivo móvil es un componente clave en la protección de sus entornos de IT de las amenazas de los dispositivos móviles de los consumidores, mientras que el 71% de los encuestados considera una combinación de seguridad móvil y gestión de dispositivos móviles como la más eficaz.